# Jon Cor
Pour les articles homonymes, voir Cor.
Jon Cor est né le 17 novembre 1984 à Timmins, Ontario où il a vécu avec sa mère Christine Catherwood et son frère Michael Catherwood

## Biographie
Jon Cor est un acteur canadien, vivant actuellement à Vancouver en Colombie Britannique.
Ancien mannequin pour l'agence Ford et étudiant des arts de la scène du Fanshawe College (en) de London en Ontario (Canada). Ce n'est qu'au terme de son cursus en 2 ans : "Theatre Arts and Performance Program", qu'il se présente à ses premiers auditions et castings, privilégiant dès lors les grandes franchises cinématographiques, tout en approchant parallèlement plusieurs agents afin de se faire connaitre.
Apparaissant dans de multiples séries et films dès 2005, ce n'est qu'en 2016 qu'il se fait véritablement connaitre en incarnant l'entraineur d'Armes spéciales : "Hodge Starkweather" dans la série "Shadowhunters" ; adaptation télévisuelle libre de la série littéraire "la Cité des ténèbres", elle-même issue de la franchise "les chroniques des chasseurs d'ombres, de Cassandra Clare.
Malgré son Casting controversé, son implication tant intellectuel que physique, son approche, et son respect tant pour l'œuvre, son personnage, et les fans de tous âges a été unanimement reconnu ; le propulsant dans le cœur de ces derniers, l'honorant d'un hashtag élogieux sur le réseau social Tweeter : "#hothodge", une belle reconnaissance pour cet acteur n'ayant participé qu'à 10 épisodes (sur 58) et qui reconnait s'adonner quotidiennement au Tricking, mélange de Gymnastique et d'art Martiaux, mais avoue n'être que peu présent sur les réseaux.
Depuis 2021, il apparait sporadiquement dans la série Flash, incarnant l'ambigüe Mark Blaine/Chillblaine un criminel repenti amoureux de Killer Frost/Frost. D'ailleurs il vient récemment (2022) d'être reconduit pour la dernière saison de cette série DC Comics, spin-off de l'Arrowerse.
Parallèlement à sa carrière d'acteur, Jon Cor est également l'auteur d'un roman : "In Heat", une fiction librement autobiographique qu'il a écrite et publiée à l'âge de 19 ans. Il est également l'auteur d'un recueil de nouvelles : "A murder of Prose" ; une sélection de nouvelles, de fictions "flash", d'essais, de critiques, de poésies et d'autres écrits qu'il qualifie d'orphelins, n'ayant pas été inclus dans son premier roman, mais qui cependant lui tenait à cœur.
D'un point de vue littéraire, il définit lui-même comme un : "métamorphe et un acrobate littéraire", faisant sienne la phrase du critique Richard L. Coe (en) : "les structures littéraires limitent la créativité individuelle".
Jon cor à également contribué en tant que chroniqueur a quelques magazines et revues littéraires new-yorkaises internationalement distribués telle que : Black Heart Magazine, Citizen Brooklyn (en), Mad Swirl, Literati, Haggard & Halloo et phati'tude.
De son temps libre hormis l'écriture et le sport, Jon Cor indique s'adonner à la guitare.

## Vie privée
Après avoir eu une longue liaison avec sa petite amie l'actrice canadienne Tracy Spiridakos, il a été fiancé avec elle en 2012

## Filmographie

### Cinéma
- 2006 : American Pie Présente : String Academy : Trent
- 2008 : The Rocker de Peter Cattaneo : Paul
- 2010 : Saw 3D : Chapitre final de Kevin Greutert : Ryan
- 2014 : Patch Town de Craig Goodwill : Sergei
- 2014 : Teen Lust de Blaine Thurier : Brad
- 2015 : Hunter's Moon de Matthew Campagna : Yannick
- 2015 : The Exorcism of Molly Hartley de Steven R. Monroe : Daryl
- 2016 : Renaissance de Matthew Campagna : Marc

### Télévision

#### Séries télévisées
- 2005-2008 : Derek : James Burton (épisode 3.25)
- 2008-en cours : Les enquêtes de Murdoch (Murdoch Mysteries|Murdoch mysteries) : Pearson (épisode 1.8)
- 2001- 2015 : Degrassi : nouvelle génération (Degrassi: The Next Generation) : Tom Blake (épisode 8.1)
- 2009-2011 : Les Vies rêvées d'Erica Strange (Being Erica) : Zach Creed (épisodes 1.3, 2.6, 2.9)
- 2011-2012 : Beaver Falls (en) : Jake
- 2001-2019 : Suits : avocats sur mesure (Suits) : Tom Keller (épisode 1.2)
- 2011-2012 : L'Île des défis extrêmes (Total Drama Island) : Brick
- 2011-2014 : Being Human US : Connor McLean (épisodes 4.4, 4.5, 4.6, 4.7)
- 2013-2015 : Defiance : Lamu (épisode 1.15)
- 2009-2014 : The Listener : JJ Jones (épisode 5.2)
- 2015-2017 : Dark Matter : Vons (épisodes 1.10, 1.11)
- 2016-2017 : Shadowhunters : Hodge Starkweather (10 épisodes)
- 2017 : Supernatural : Wraith (épisode 13.3)
- 2018-2021 : Perdus dans l'espace (2018) (Lost in space - 2018) : officier résolu (épisode 1.3)
- 2021-en cours : The Flash : Mark Blaine / Chillblaine (épisodes : 7.7, 7.11, 7.14, 7.15, 8.3, 8.4 + saison 9)

#### Téléfilms
- 2007 : Face à ma vie (Matters of Life and Dating), de Peter Wellington : Rocky
- 2009 : Stripped Naked, de Lee Demarbre : Jack
- 2010 : Rencontre en ligne (The Boy She Met Online) de Curtis Crawford : Jake Meyers
- 2015 : Briseuse de couple (The Perfect Girlfriend) de Curtis Crawford : Brandon Moore
- 2017 : Coup de cœur sauvage (Love on Safari) de Leif Bristow : Tom Anderson
- 2017 : L'Île aux secrets Sea change) de Chris Grismer : Finley Williams
- 2019 : Le Noël de Sophie (Picture A Perfect Christmas) de Paul Ziller : David
- 2020 : Baby-sitter en danger (The Babysitter) de Danny J. Boyle : Tom Paine
- 2021 : Tous les chemins mènent à Noël (Cross Country Chrismas) de Catherine Cyran : Daryl
- 2021 : L’amour gagne toujours : Jack